# 2023年利比里亞大選
2023年利比里亞大選是2023年10月10日利比里亚举行的選舉。此次選舉將選出新一任利比里亚总统、利比里亚众议院議員，同時一半的利比里亚参议院議員也要改選。大選前的总统乔治·韦阿決定參加此次選舉，他的主要競爭對手是约瑟夫·博阿凯。在第一轮投票中，没有任何候选人获得絕對多数选票，但韦阿以微弱优势領先反对派领导人博阿凯。2023年11月14日第二輪選舉舉行。最終博阿凯以2%左右的的微弱优势擊敗韦阿赢得總統選舉。韦阿隨後承認敗選。